# 235年
| 千纪： | 1千纪                                                                                           |
| 世纪： | 2世纪 \| 3世纪 \| 4世纪                                                                         |
| 年代： | 200年代 \| 210年代 \| 220年代 \| 230年代 \| 240年代 \| 250年代 \| 260年代                       |
| 年份： | 230年 \| 231年 \| 232年 \| 233年 \| 234年 \| 235年 \| 236年 \| 237年 \| 238年 \| 239年 \| 240年 |
| 纪年： | 乙卯年（兔年）；曹魏青龙三年；蜀汉建兴十三年；东吴嘉禾四年                                      |

## 大事记
- 曹魏幽州刺史王雄派刺客杀死轲比能，立其弟为首领。
- 馬岱率眾伐魏，被牛金所擊退。
- 羅馬軍隊叛亂，皇帝亞歷山大·塞維魯被殺。
- 3月20日：在軍隊部屬的擁護之下，馬克西米努斯·色雷克斯成為羅馬帝國的新皇帝，羅馬帝國進入三世紀危機。

## 各国领袖

### 亞洲
- 中國（三国）
  - 蜀漢皇帝：后主刘禅（223年－263年）
  - 曹魏皇帝：魏明帝曹叡（226年－239年）
  - 孙吴皇帝：吴大帝孙权（222年－252年）
- 拓跋部 - 拓跋力微, 鲜卑大人（219年－277年）
- 小种鲜卑 - 轲比能, 鲜卑大人（190年－235年）[1]
- 日本- 神功皇后（攝政，200年－270年）
- 泰米尔哲罗王朝 - Yanaikat-sey Mantaran Cheral（201年－241年）
- 亚美尼亚- 梯里达底二世（英语：Tiridates II of Armenia）, 亚美尼亚王（217年－252年）
- 朝鲜半岛 (朝鲜三国)
  - 百济 - 古尔王，百济王 （234年－286年）
  - 伽耶 - 居登王，伽耶君主（199年－259年）
  - 高句丽 - 东川王，高句丽王（227年－248年）
  - 新罗 - 助贲尼師今，新罗王（230年－247年）
- 伊比利亚 - 巴库一世，伊比利亚国王（234年－249年）
- 贵霜帝国 - 迦腻色迦二世, 贵霜君主（226年－240年）
- 波斯萨珊王朝 – 阿尔达希尔一世，波斯国王（224年－242年）

### 欧洲
- 罗马帝国 -
  1. 亚历山大·塞维鲁（222年－235年）

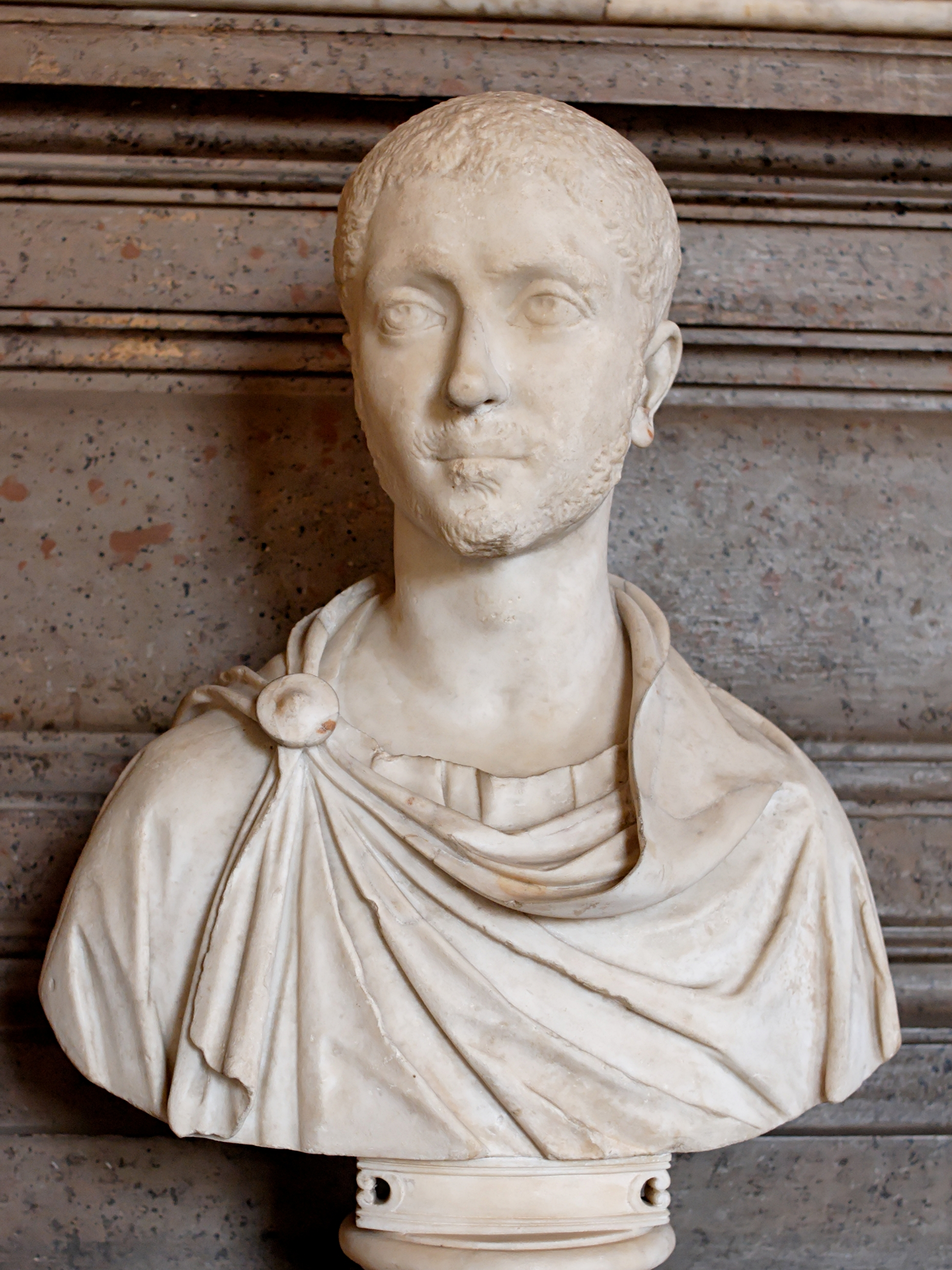
亚历山大·塞维鲁

  2. 马克西米努斯·色雷克斯（235年－238年）

### 非洲
- 库施王朝 - 不知名国王，（225年－246年）

## 逝世
- 3月14日 —— 郭女王，魏文帝曹丕皇后。
- 毛嘉，魏明帝曹叡毛皇后之父。
- 陳震，蜀漢官吏。
- 軻比能，鮮卑首領。
- 杨仪，蜀漢尚书。
- 亞歷山大·塞維魯，羅馬皇帝。